# Red Bull Air Race világkupafutamok listája
|    | 2003         | 2004               | 2005                    | 2006                    | 2007                    |
| -- | ------------ | ------------------ | ----------------------- | ----------------------- | ----------------------- |
| 1  | Ausztria     | Egyesült Királyság | Egyesült Arab Emírségek | Egyesült Arab Emírségek | Egyesült Arab Emírségek |
| 2  | Magyarország | Magyarország       | Hollandia               | Spanyolország           | Brazília                |
| 3  |              | USA                | Ausztria                | Németország             | USA                     |
| 4  |              |                    | Írország                | Törökország             | Törökország             |
| 5  |              |                    | Egyesült Királyság      | Magyarország            | Svájc                   |
| 6  |              |                    | Magyarország            | Egyesült Királyság      | Egyesült Királyság      |
| 7  |              |                    | USA                     | USA                     | Magyarország            |
| 8  |              |                    |                         | Ausztrália              | Portugália              |
| 9  |              |                    |                         |                         | USA                     |
| 10 |              |                    |                         |                         | Ausztrália              |
| 11 |              |                    |                         |                         |                         |
| 12 |              |                    |                         |                         |                         |